# Knobelbach
Der Knobelbach ist ein rund 1,9 Kilometer langer, linker Nebenfluss des Gailbaches in der Steiermark.

## Verlauf
Der Knobelbach entsteht im westlichen Teil der Stadtgemeinde Bärnbach, im Osten der Katastralgemeinde Piberegg am südlichen Hang des Knobelberges. Er fließt im Oberlauf in einem flachen Linksbogen, anschließend in einem flachen Rechtsbogen und kurz vor seiner Mündung relativ gerade insgesamt nach Südosten. Im östlichen Teil der Stadtgemeinde Köflach, im zentralen Teil der Katastralgemeinde Piber, südöstlich des Dorfes Piber mündet er in den Gailbach, welcher kurz danach nach rechts abbiegt. Der Lauf des Knobelbaches bildet auf einer rund 500 Meter langen Strecke die Gemeindegrenze zwischen den Stadtgemeinden Bärnbach und Köflach.
Auf seinem Lauf nimmt der Knobelbach sowohl von links als auch von rechts je einen unbenannten Wasserlauf auf.